# Sylvia althaea
La curruca de Hume (Sylvia althaea) es una especie de ave paseriforme de la familia Sylviidae que vive en el sur de Asia. 

## Descripción

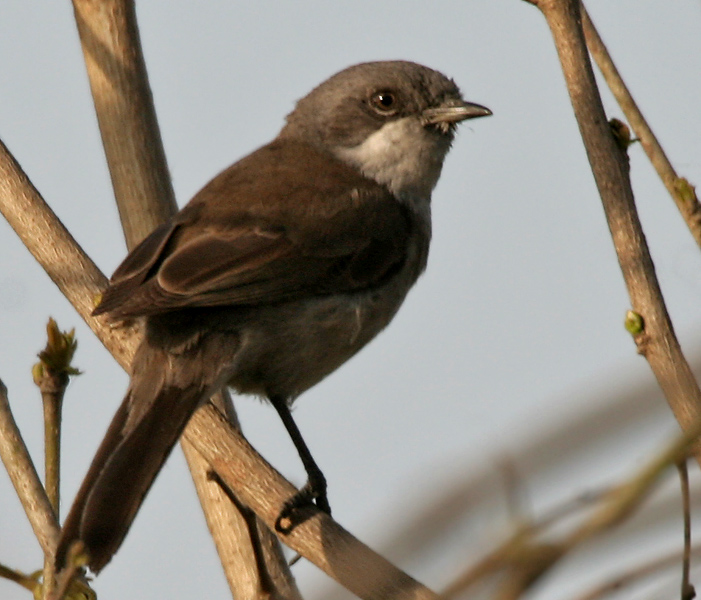
En Hodal, India.

La curruca de Hume mide entre 13–14 cm de largo. El plumaje de sus partes superiores son pardo grisáceas, algo más grisáceas en el píleo. Su garganta es blanca y el resto de sus partes inferiores son de color blanquecino grisáceo. 
Se distingue de la curruca chica porque es de un tamaño ligeramente mayor, su pico es algo más robusto, y su píleo y espalda son más oscuros, por lo que hay menos contraste de color entre ambas que en la curruca chica.

## Taxonomía
Anteriormente se consideraba conespecifica con la curruca zarcerilla, aunque actualmente se les considera miembros de una superespecie que también incluye a la curruca chica. Esta especie junto a la curruca chica de las zonas desérticas parecen formar el linaje asiático de la superespecie.
Se reconocen dos subespecies:
- Sylvia althaea althaea – presente en las montañas del suroeste de Asia.
- Sylvia althaea monticola – en las montañas Alai, Pamir y Tian Shan mountains, de Asia central.

Las poblaciones que se reproducen en el Caucaso y el noroeste de Irán a veces se han considerado híbridos entre la curruca de Hume y la curruca chica, pero en la actualidad se asignan claramente a la curruca chica, de la subespecie Sylvia curruca caucasica o incluso de la subespecie típica europea S. c. curruca.

## Distribución y hábitat
La curruca de Hume se encuentra en el suroeste de Asia. Habita en los altiplanos desde Irán oriental hasta llegar por el este hasta las montañas Tian Shan de Asia central y las estribaciones occidentales del Himalaya. La curruca de Hume cría en altitudes entre los 2.000–3.600 m en zonas de matorral abierto, con frecuencia con enebros, y zonas de cultivo, por ejemplo de almendros. Es un ave migratoria que se desplaza al sur en invierno, desde el este de Arabia hasta la India, donde coincide con las currucas chicas también invernantes, aunque sus áreas reproductivas no solapan.